# Aethianoplis collifer
Aethianoplis collifer là một loài tò vò trong họ Ichneumonidae.